# サムエーレ・ビリンデッリ
サムエーレ・ビリンデッリ（Samuele Birindelli, 1999年7月19日 - ）は、イタリア・ピサ出身のサッカー選手。ACモンツァ所属。ポジションはディフェンダー。

## 経歴
1999年7月19日、イタリア・トスカーナ州のピサに生まれ、ACピサ1909の下部組織で育った。17歳で迎えた2016年11月29日、コッパ・イタリアのトリノFC戦でジェンナーロ・ガットゥーゾ率いるトップチームにデビューをし、12月24日のスペツィア・カルチョ戦でセリエBにも初出場した。
2022年7月7日、セリエAに初昇格したACモンツァに2026年6月までの4年契約で加入した。8月13日に行われた開幕節のトリノとの試合で先発出場しセリエAにデビューした。

## 人物
父は、自身と同じく主にサイドバックを務めた元イタリア代表サッカー選手のアレッサンドロ・ビリンデッリである。